# Jo Ann Simon
Jo Ann Simon (* 2. November 1946 in Norwalk, Connecticut) ist eine US-amerikanische Autorin. Unter dem Namen Joanna Campbell schreibt sie Jugend- und Pferdebücher.
Nachdem Simon das Norfolk Community College abgeschlossen hatte, heiratete sie 1969 Kenneth M. Campbell. Die Ehe, aus der zwei Kinder hervorgingen, wurde jedoch geschieden. 1988 heiratete sie Ian Bruce. Die Familie zog nach Maine und lebt heute an der Küste in Camden.
Simon ist Autorin von Erwachsenen- und Jugendbüchern. 1981 veröffentlichte sie ihren ersten Roman für Jugendliche. Bevor sie sich ganz dem Schreiben widmete, besaß sie ein Antiquitäten-Versand-Unternehmen. Außerdem studierte sie Gesang und klassisches Piano und arbeitete professionell in beiden Bereichen.
Sie schreibt regelmäßig Bücher für den PonyClub. Darunter befinden sich die Reihe „Vollblut“ sowie die vollendete Reihe „Aileen“; außerdem Einzeltitel.

## Auszeichnungen
- West Coast Review of Books Bronze Forgi, 1984, Historical Fiction
- Romantic Times Award, Best Time Travel Novelist, 1984
- Romantic Times Reviewer's Choice Award, 1984 für Love Once Again
- Minnesota Youth Reading Association Lovelace Reading Award für The Mustang, 1991